# Ebersbach (Saxònia)
Ebersbach (alt sòrab: Habrachćicy) és un municipi alemany que pertany a l'estat de Saxònia. Es troba a 20 kilòmetres al nord-oest de Zittau i a 23 kilòmetres al sud-oest de Bautzen.

## Llogarets
- Delni wjes; (Niederdorf)
- Hembjerkecy; (Hempel)
- Horni kraj; (Oberland)
- Horni wjes; (Oberdorf)
- Nowy Starosć; (Neue Sorge)
- Sprewjecy; (Spreedorf)
- Wrjósny; (Haine)

## Evolució demogràfica
| Any  | Població |
| 1834 | 5.622    |
| 1871 | 7.049    |
| 1890 | 7.833    |
| 1910 | 9.585    |
| 1925 | 9.419    |
| 1939 | 9.560    |
| 1946 | 11.315   |
| 1950 | 11.789   |
| 1964 | 11.312   |
| 1990 | 12.669   |
| 2000 | 10.382   |
| 2007 | 8.451    |

## Agermanaments
- Bourg-lès-Valence, Roine-Alps
- Ebersbach an der Fils
- Jiříkov